# سرسره برقی (فیلم)
سرسره برقی (به انگلیسی: Electric Slide) فیلمی محصول سال ۲۰۱۴ و به کارگردانی تریستان پترسون است. در این فیلم بازیگرانی همچون جیم استرجس، ایزابل لوکاس، کلویی سونی، پاتریشا آرکت، کریستوفر لمبرت، وینسا شا، جان دو، کیت میکوچی، کنستانس وو، مگالین اچیکاوکی، ریس کویرو، جیمز رانسون و آز پرکینز ایفای نقش کرده‌اند.